# 诺贝特·克拉尔
诺贝特·克拉尔（德語：Norbert Klaar，1954年10月12日—），德国男子射击运动员。他曾代表东德参加1976年夏季奥林匹克运动会射击比赛，获得男子25米手枪速射金牌。